# Théophile Berlier
Théophile Berlier, född 1 februari 1761 och död 12 september 1844, var en fransk politiker.
Berlier invaldes 1792 i nationalkonventet, där han efter Robespierres fall kom att spela en framträdander roll. Han erhöll säte i välfärdsutskottet och blev medlem i den kommitté, som anförtroddes uppgiften att utarbeta den nya författningen. Här representerade han den demokratiska oppositionen och motsatte sig förgäves införandet av ett tvåkammarsystem. Under tribunatet hade Berlier säte i de femhundrades råd, och under konsulatet i statsrådets sektion för lagfrågor. Han tog verksam del i redigerandet av den nya civillagen. Trots att han intog en mot Napoleon I självständig politik och motsatt sig dennes maktövertagande, gjorde denne honom till greve och använde honom på viktiga poster. Efter restaurationen 1815 landsförvisades Berlier för att i konventet röstat för dödsstraff mot Ludvig XVI. Först efter 1830 kunde han åter bosätta sig i Frankrike.